# 布達佩斯捍衛者足球俱樂部
布達佩斯捍衛者足球俱樂部（Budapest Honvéd Football Club）是一家位於匈牙利布達佩斯的足球俱樂部。1950年代是球隊最為強大的時期，當時球隊名稱是Budapest Honvéd SE。球隊在當時屬匈牙利軍隊控制，有很多球星在球隊效力。球隊多次獲得過匈牙利甲級足球聯賽錦標。2004年10月，俱樂部因財政問題宣告破產。後進行重組，改為現名並留在甲級聯賽。

## 外部連結
- 官方網站